# Ray Winstone
Raymond Andrew Winstone (/ˈwɪnstən/, sinh ngày 19 tháng 2 năm 1957) là nam diễn viên người Anh Quốc. Trong sự nghiệp của mình, ông từng tham gia các phim điện ảnh nổi bật như: Sexy Beast, Cold Mountain, King Arthur, The Chronicles of Narnia: The Lion, the Witch and the Wardrobe, The Magic Roundabout, The Departed, Beowulf, Indiana Jones and the Kingdom of the Crystal Skull, Edge of Darkness, The Sweeney hay Noah.
Năm 2006, nhà phê bình Roger Ebert từng đánh giá Winstone là "một trong những diễn viên xuất sắc nhất trong ngành phim ảnh ngày nay".

## Thời thơ ấu
Winstone sinh ra tại bệnh viện Hackney, thành phố London. Cha ông, Raymond J. Winstone (1933–2015), là một doanh nhân ngành rau quả, mẹ ông, Margaret (nhũ danh: Richardson; 1932–1985), là nhân viên dọn dẹp máy đánh bạc.

## Đời tư
Winstone lần đầu gặp vợ, bà Elaine McCausland, khi ông đang quay phim That Summer năm 1979. Họ kết hôn và sinh được ba người con gái, hai người con lớn, Lois và Jaime, cũng đều là diễn viên. Winstone hiện định cư cùng vợ ở Roydon, Essex.
Ông là một fan hâm mộ của đội bóng đá West Ham United.
Winstone từng hai lần bị phá sản vào ngày 4/10/1988 và 19/3/1993.